# Ida Nord
Ida Nord, född 14 augusti 1990 i Malmö, är en svensk drakbåtspaddlare. Nord bor i Stockholm och tävlar för Kajakklubben Eskimå.
2015 tog hon dubbla SM-guld i 10manna mixed på 200 meter och 500 meter. Hon satt på vänster sida längst fram, på rad 1, bredvid Christoffer Carlsson under båda finalerna.

## Meriter
IDBF VM
- Szeged 2013
  - Silver 20manna mix 1000m (U24) [2]
  - Brons 20manna mix 500m (U24) [2]

ICF VM
- Poznan 2014
  - Silver 10manna dam 500m [3]
  - Silver 10manna dam 2000m [3]
  - Brons 20manna mix 500m [3]

ECA EM
- Auronzo di Cadore 2015
  - Guld 20manna mix 200m [4]
  - Silver 20manna dam 500m [5]
  - Brons 20manna mix 500m [6]
  - Brons 20manna mix 2000m [7]
  - Brons 10manna dam 200m [8]
  - Brons 10manna dam 2000m [9]

SM
- Nyköping 2015
  - Guld 10manna mix 200m
  - Silver 10manna mix 500m
- Jönköping 2014
  - Guld 10manna mix 200m
  - Guld 10manna mix 500m